# Parc national de l'île Fitzroy
Le parc national de l'île Fitzroy est une zone protégée couvrant l'île Fitzroy, dans l'extrême nord du Queensland, Queensland, Australie. L'île Fitzroy (également appelée Koba ou Gabar) est située à 22 km à l'est de Cairns.
Les peuples autochtones liés à cette île sont les Kobaburra (ou Gaba:ra ) appartenant au groupe linguistique Gungganyji.
En tant que parc national du Queensland, les ressources naturelles et culturelles de l'île elle-même sont protégées par la loi de 1992 sur la conservation de la nature et une grande partie de l'île est interdite aux visiteurs. La plupart des visiteurs restent sur la partie ouest l'île, où se trouvent la station balnéaire et le spot de plongée.

## Galerie

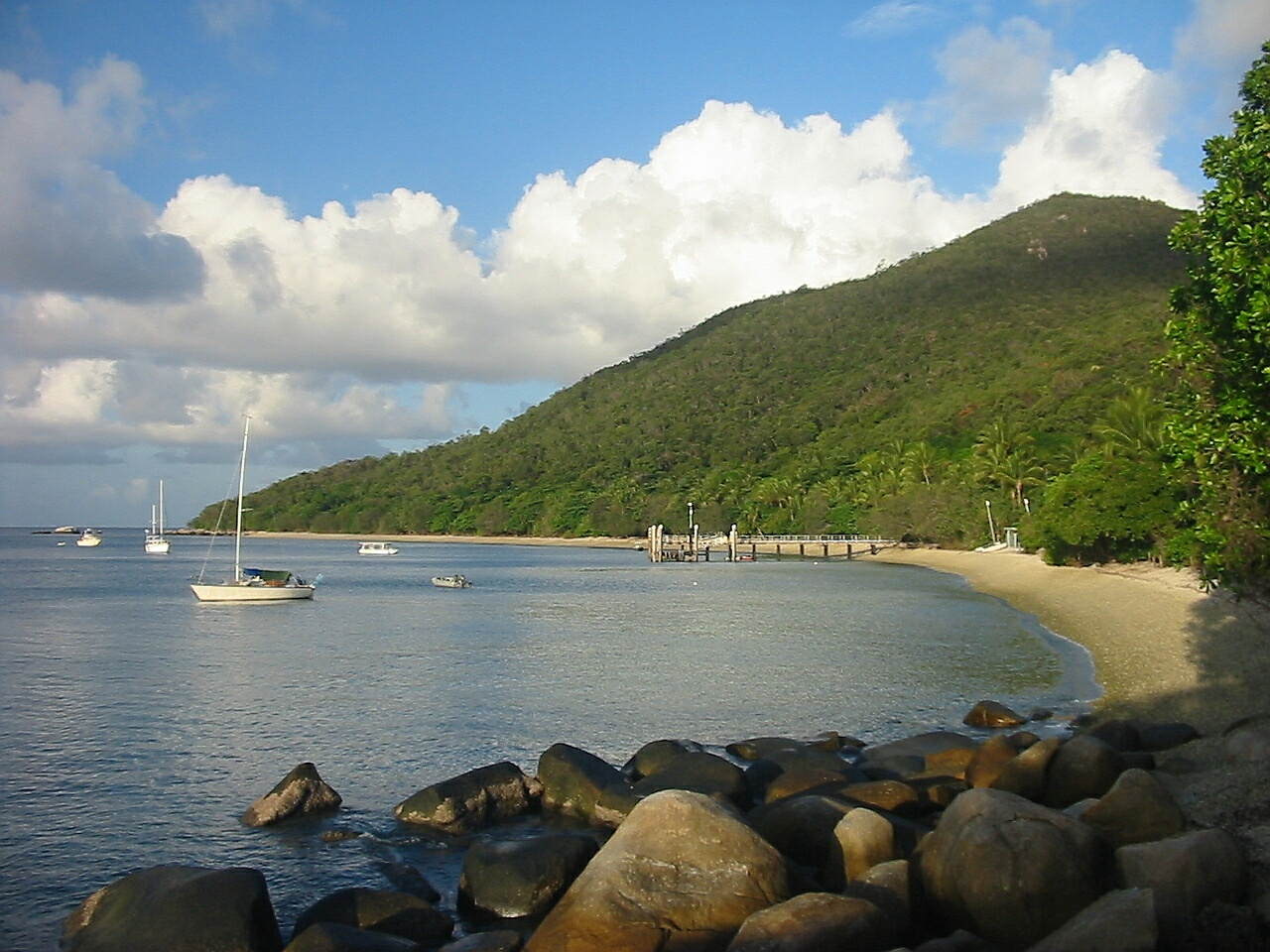
Welcome Bay, île Fitzroy.

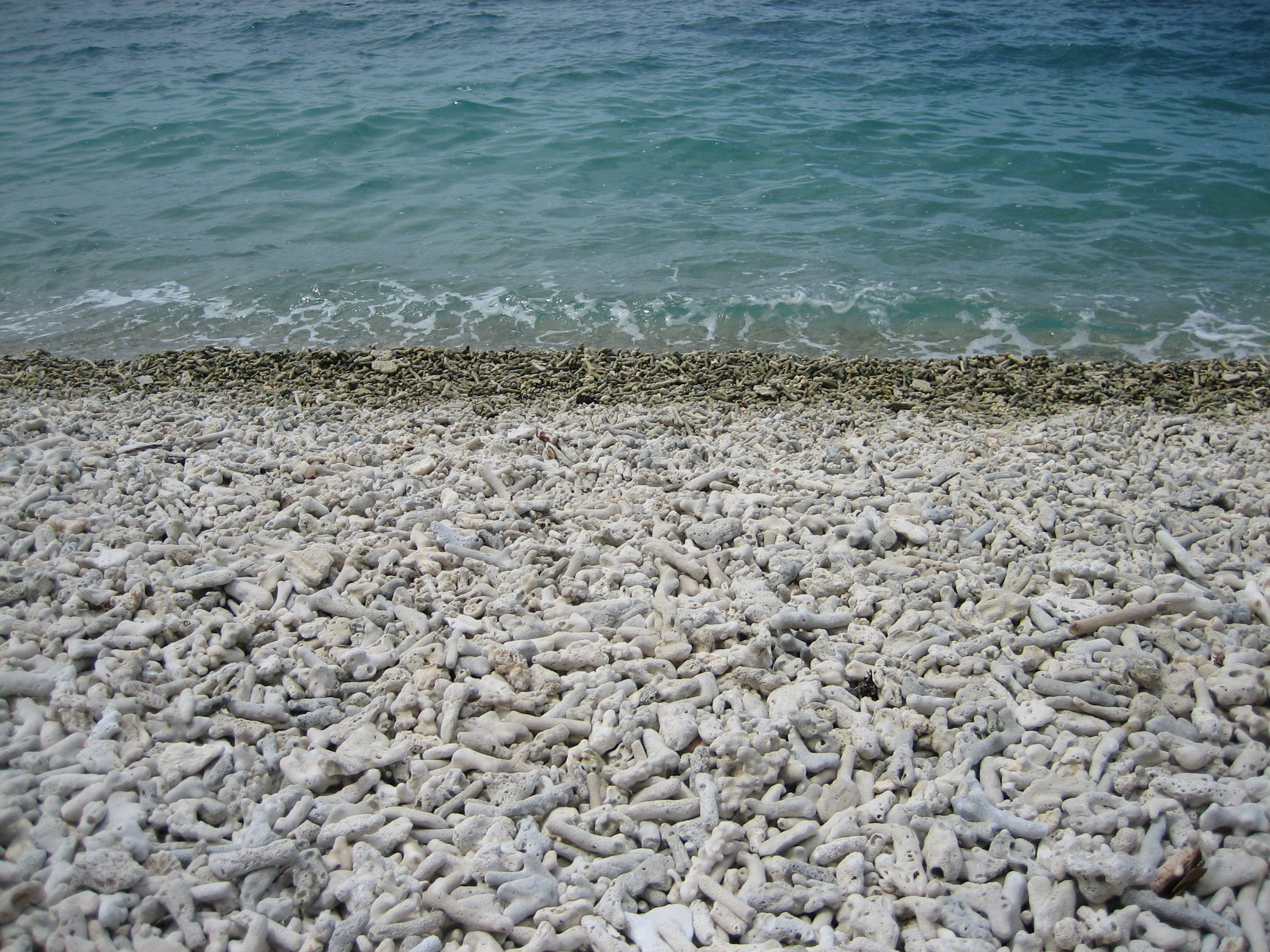
Plage de corail.

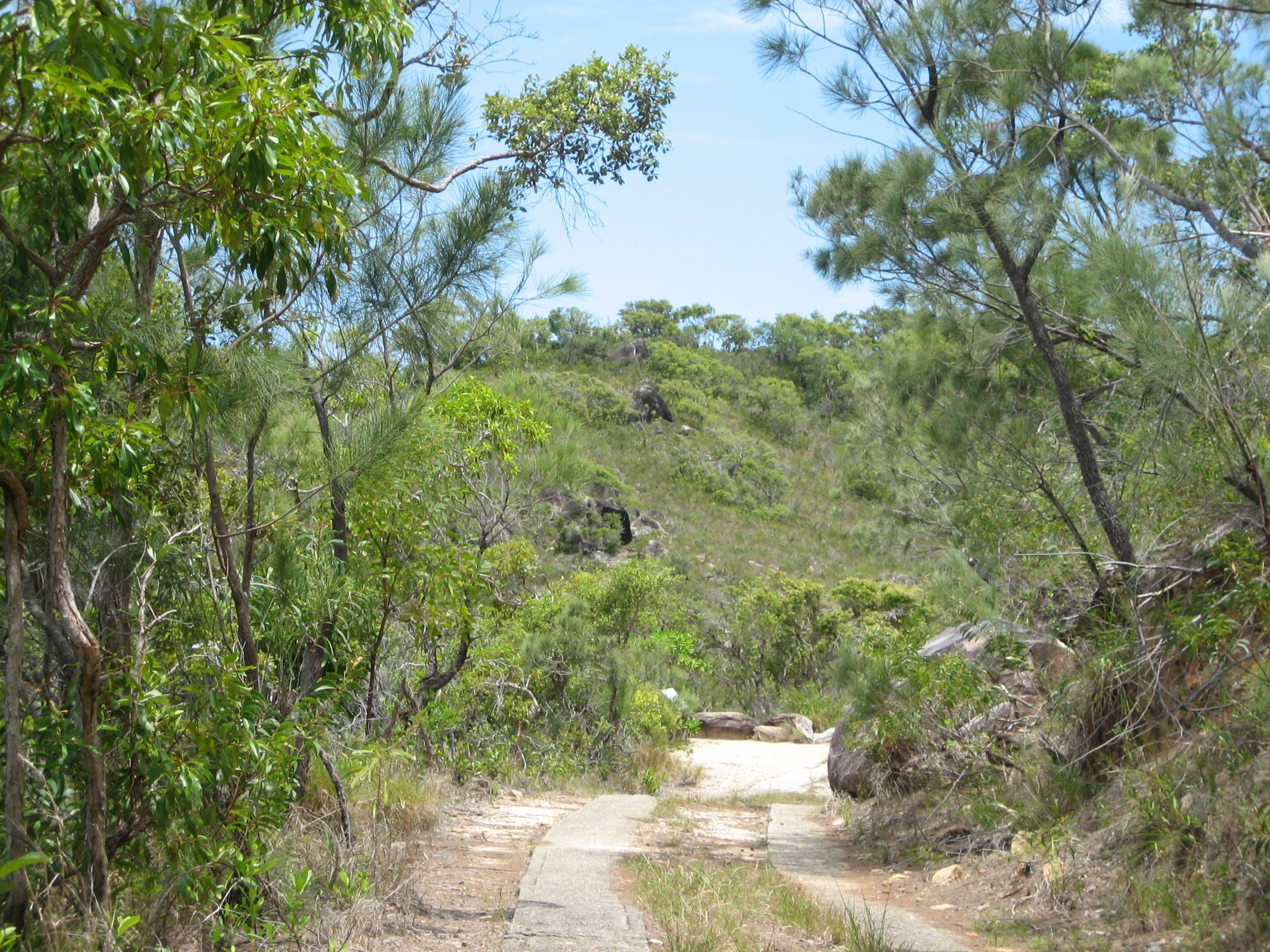
Sentier pédestre.

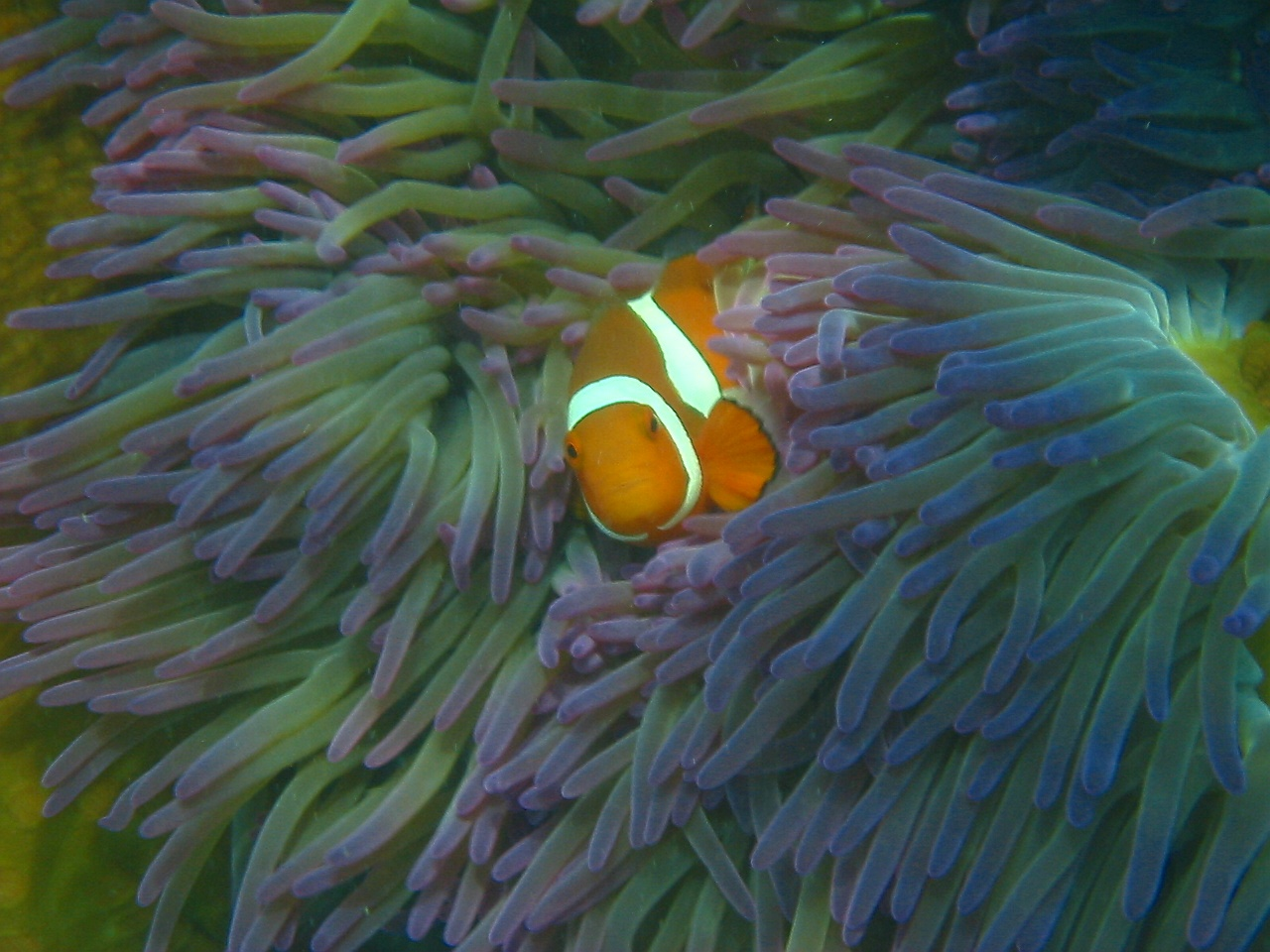
Poisson-clown à Welcome Bay.

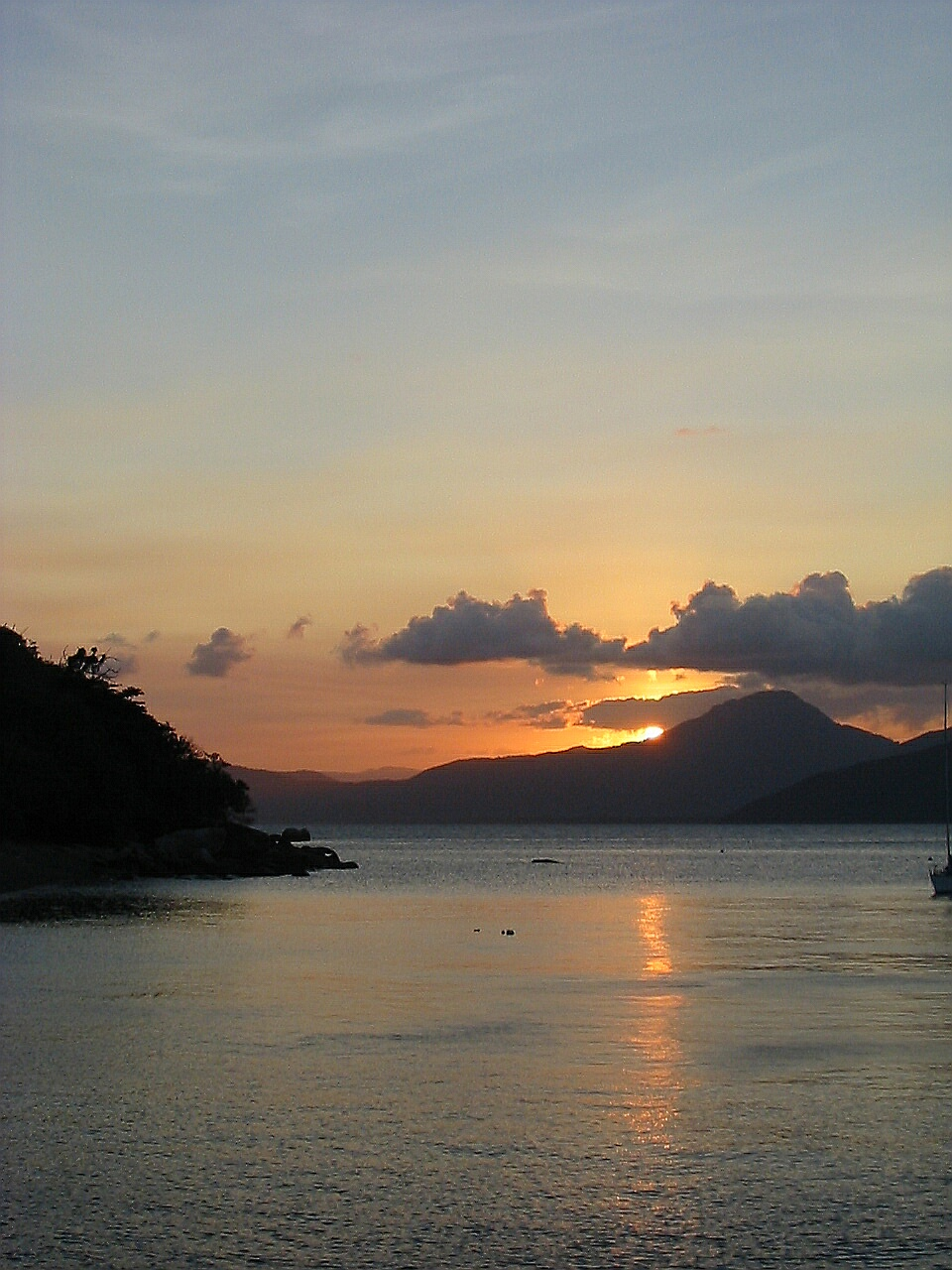
Coucher de soleil sur Welcome Bay.